# Сельяландсфосс
Сельяландсфосс (ісл. Seljalandsfoss) — один із найвідоміших водоспадів в Ісландії. Це дуже мальовничий водоспад і його фотографії можна знайти в багатьох книгах і календарях, вони навіть є початком заставки в телевізійній передачі The Amazing Race 6, Етап перший.
Сельяландсфосс розташований між містами Сельфосс, Хвольсвьодлур, Скоугар і водоспадом Скоугафосс і розташовується на перетині 1-го маршруту кільцевої дороги.
Водоспад знаходиться на річці Сельяландсау (ісл. Seljalandsá) і падає вниз на 60 м (200 футів) над скелями колишньої берегової лінії. Глибокий відступ позаду водоспаду дозволяє вільно пересуватися поза ним, спостерігаючи таким чином за Сельяландсфоссом із всіх сторін. Рекомендується відвідувати водоспад у вечірні години, коли освітлення навколо водоспаду стає насиченішим.
Поруч із водоспадом розташований невеликий табір.

## Галерея

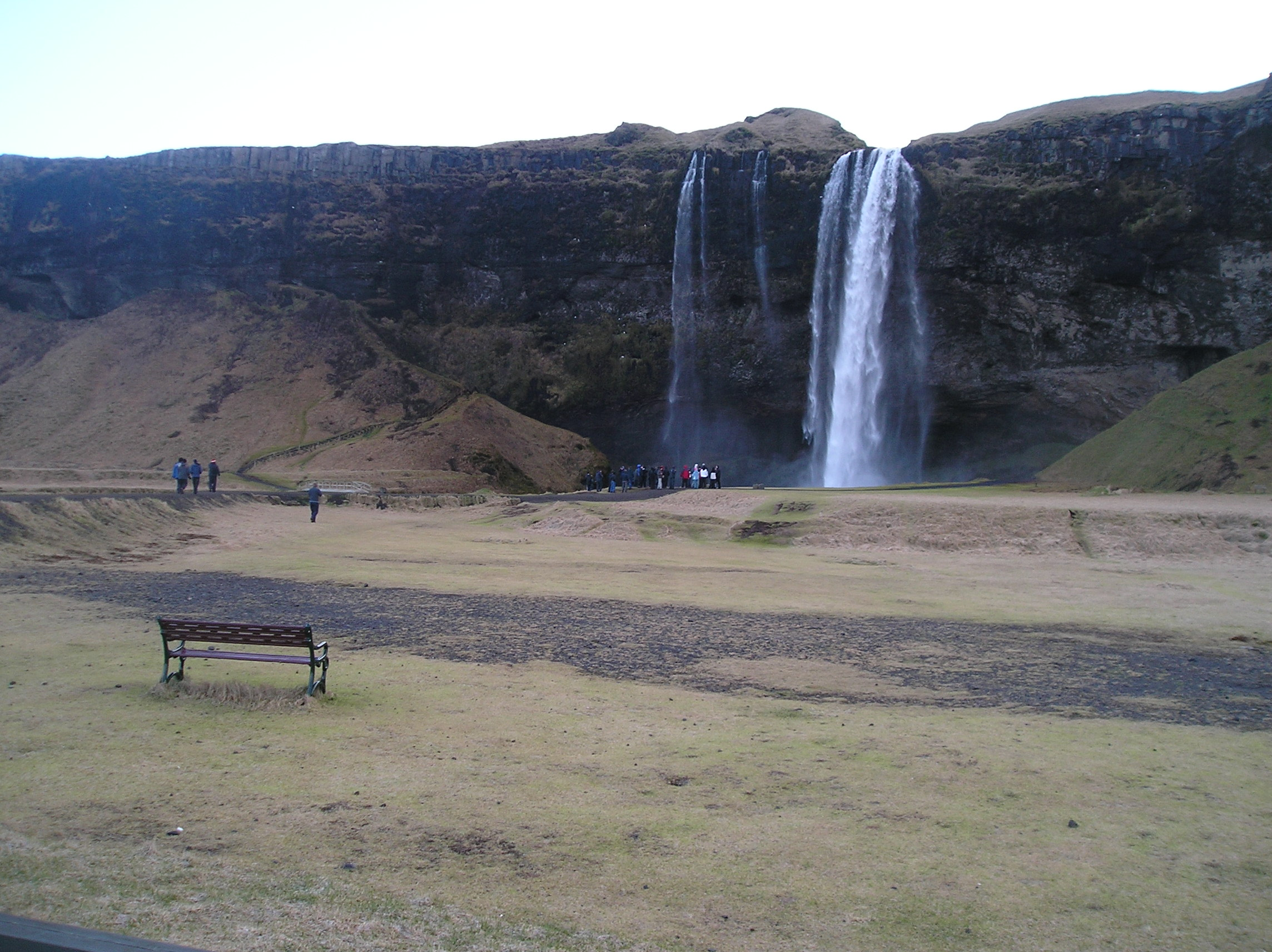
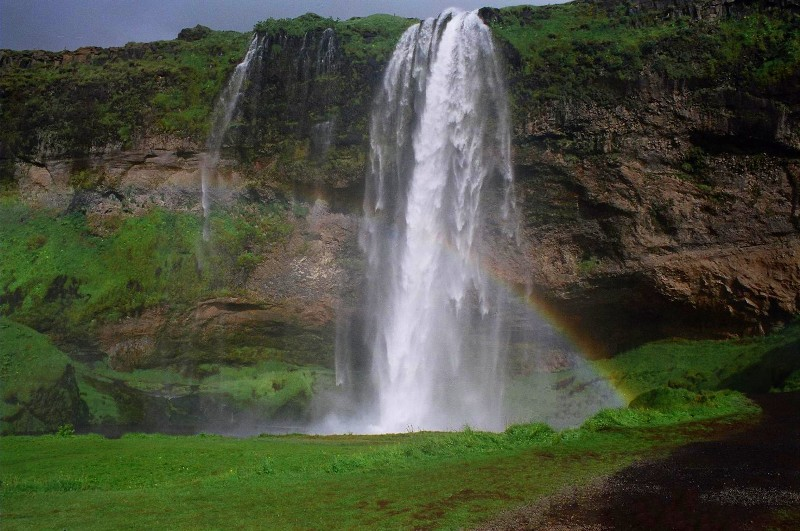
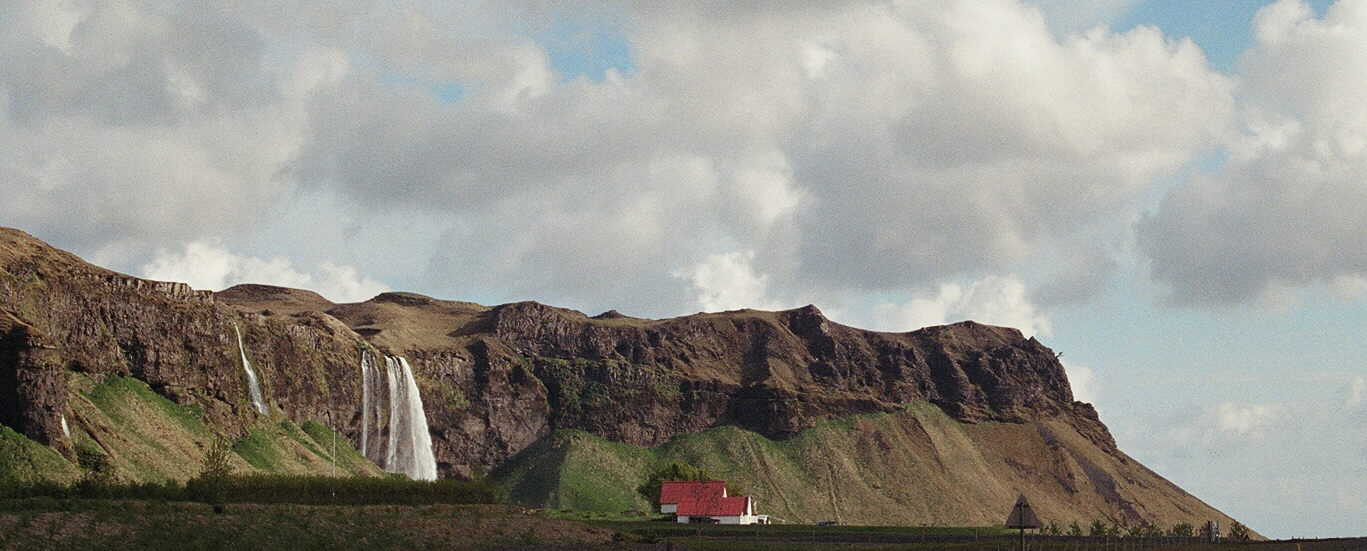
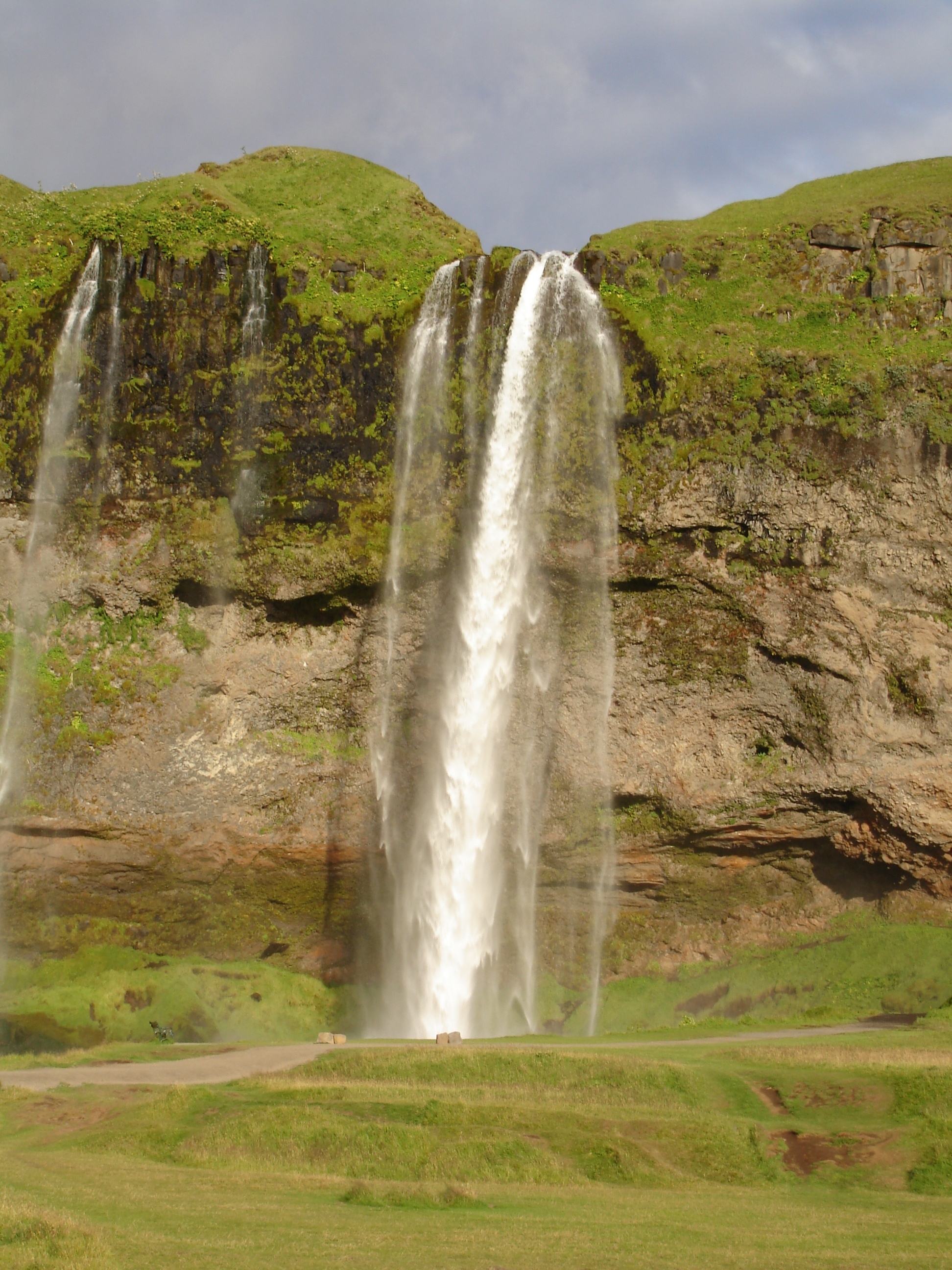
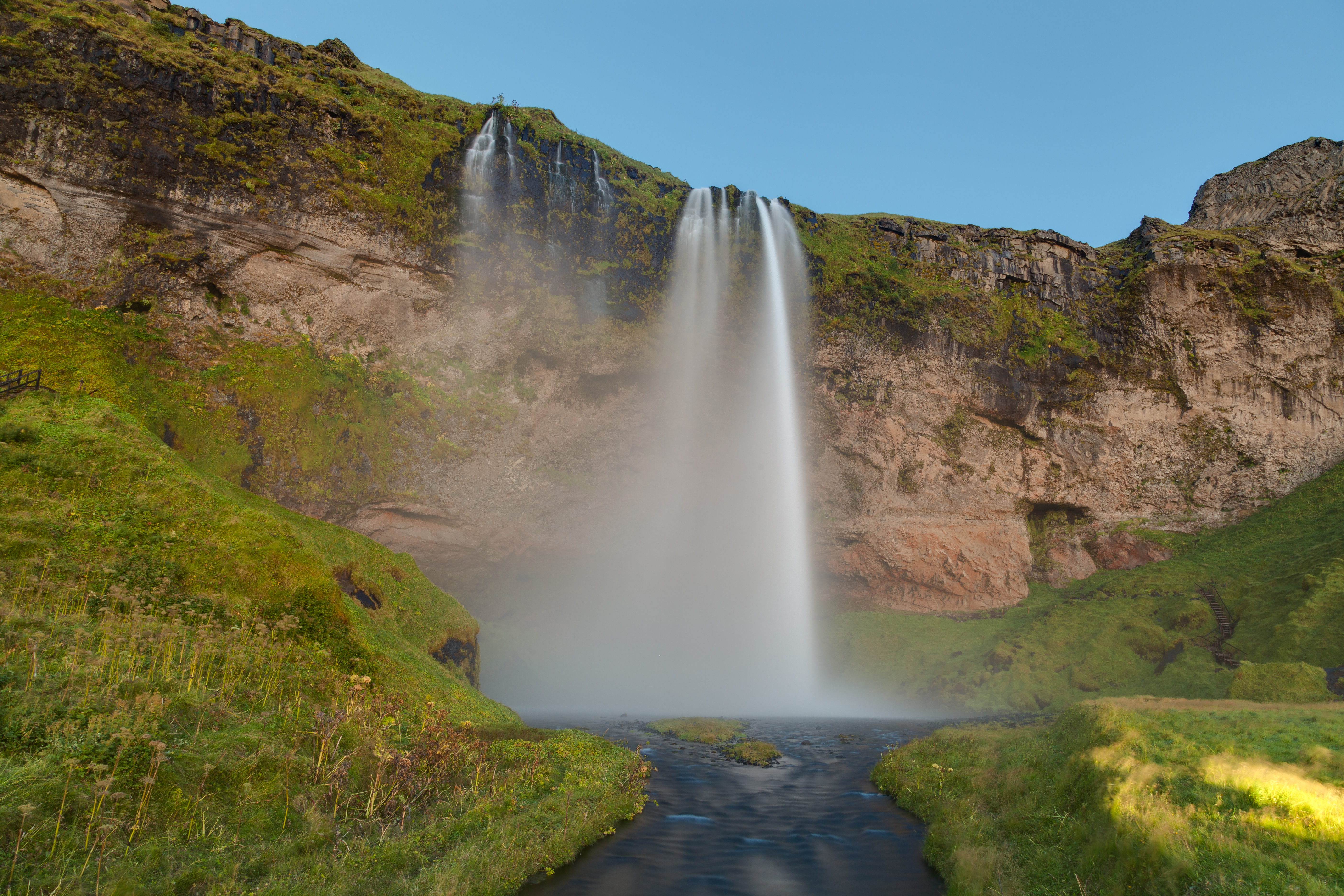
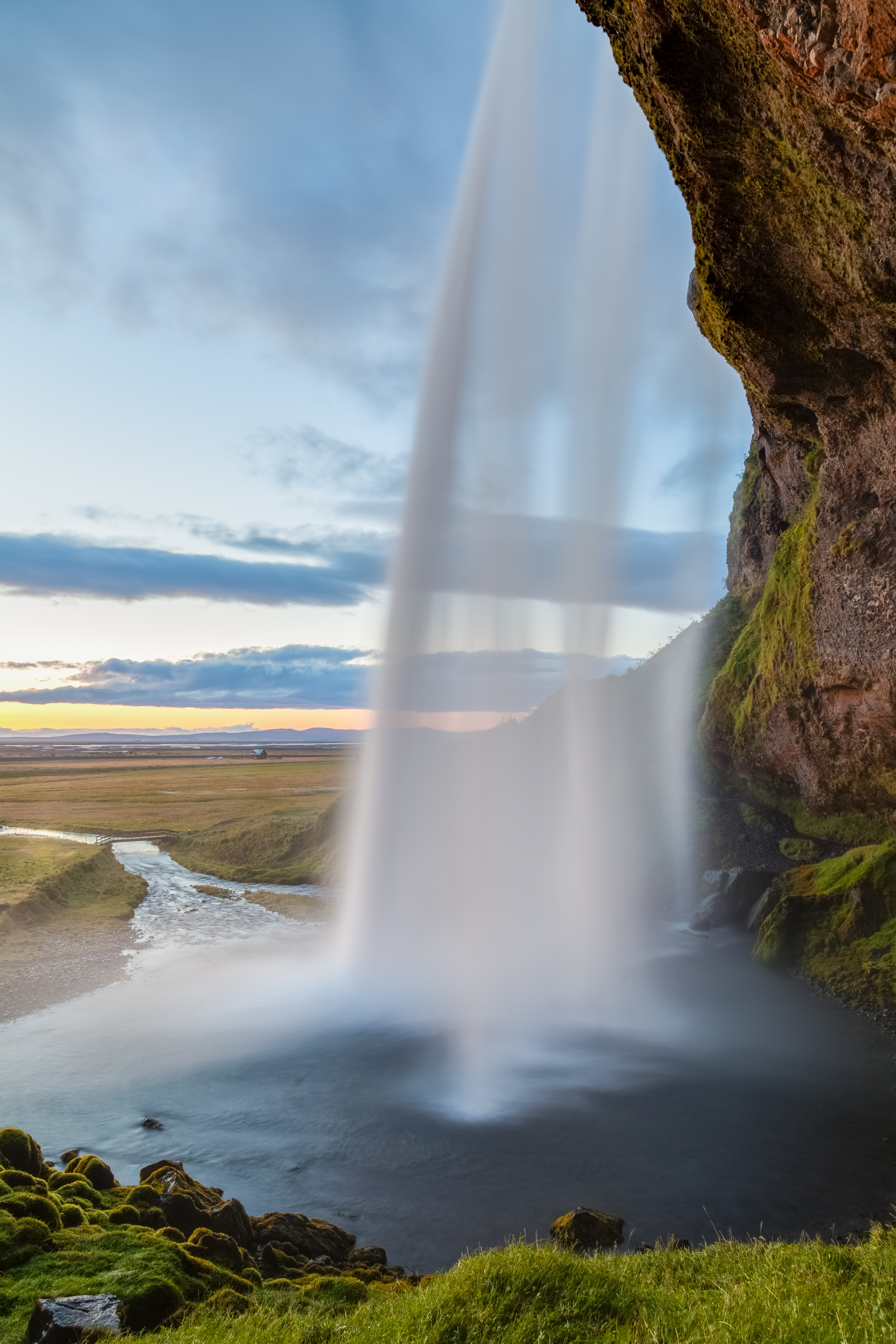
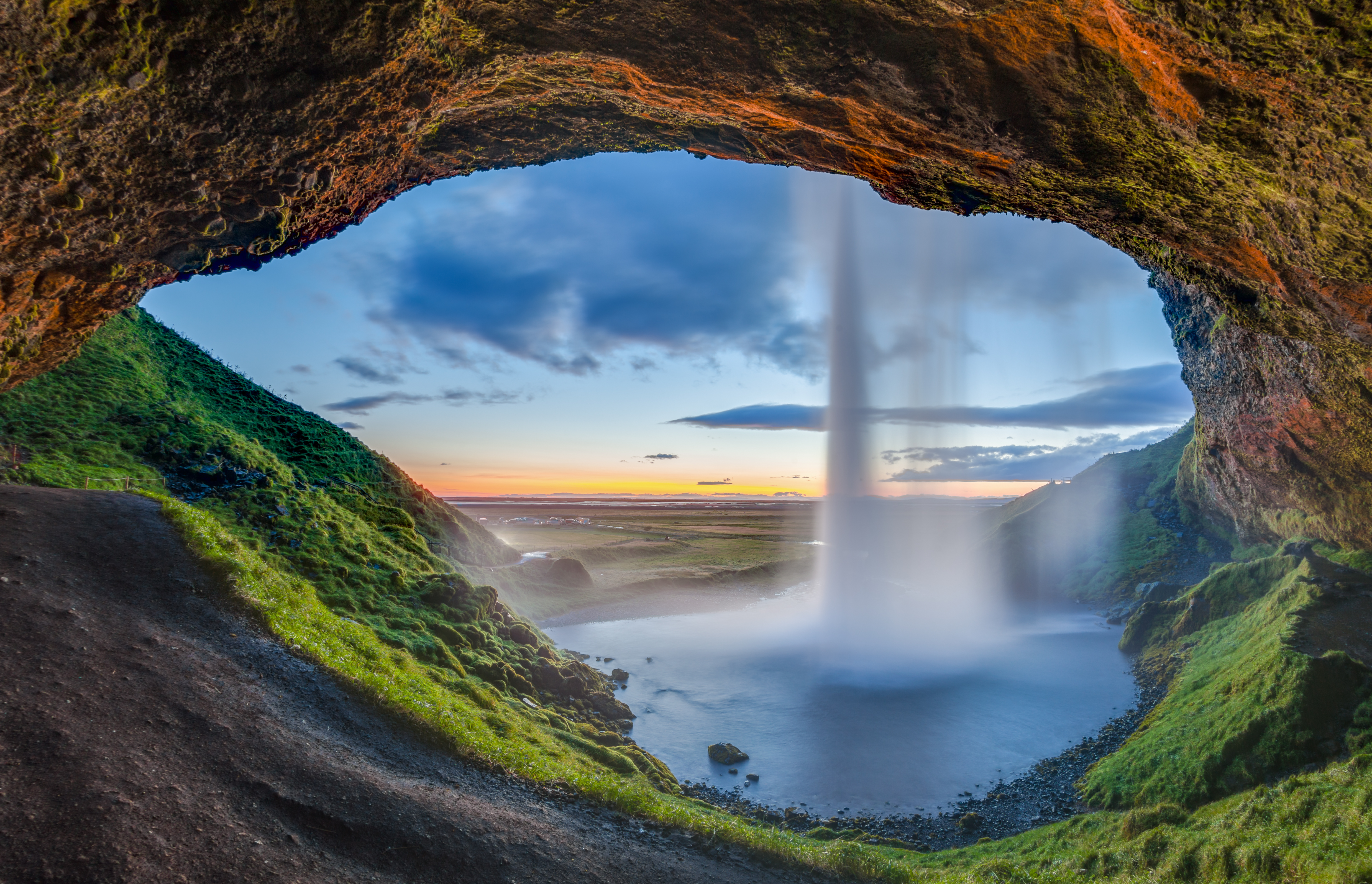
Сельяландсфосс під час заходу сонця. Біля містечка Хвольсвьоллюра в Південній Ісландії.